# Monomorium kempi
Monomorium kempi är en myrart som beskrevs av Durgadas Mukerjee 1930. Monomorium kempi ingår i släktet Monomorium och familjen myror. Inga underarter finns listade i Catalogue of Life.